# Victot-en-Auge
Victot-en-Auge est une commune nouvelle française qui existe à partir du 1er janvier 2025 dans le département du Calvados et la région Normandie. Elle résulte de la fusion des communes de Gerrots et de Victot-Pontfol.

## Géographie

### Hydrographie
La commune est située dans le bassin Seine-Normandie. Elle est drainée par la Dorette, le Doigt, le ruisseau de Druval, un bras de la Dorette, le canal de la Dorette, le fossé 01 du Château de Victot, un bras du Doigt, le fossé 01 des Groisilliers, le fossé 01 des Domaines, le fossé 01 de la commune de Gerrots, le Vieux Doigt et divers autres petits cours d'eau,.
La Dorette, d'une longueur de 16 km, prend sa source dans la commune de Bonnebosq et se jette  dans la Dives à Cléville, après avoir traversé huit communes. 

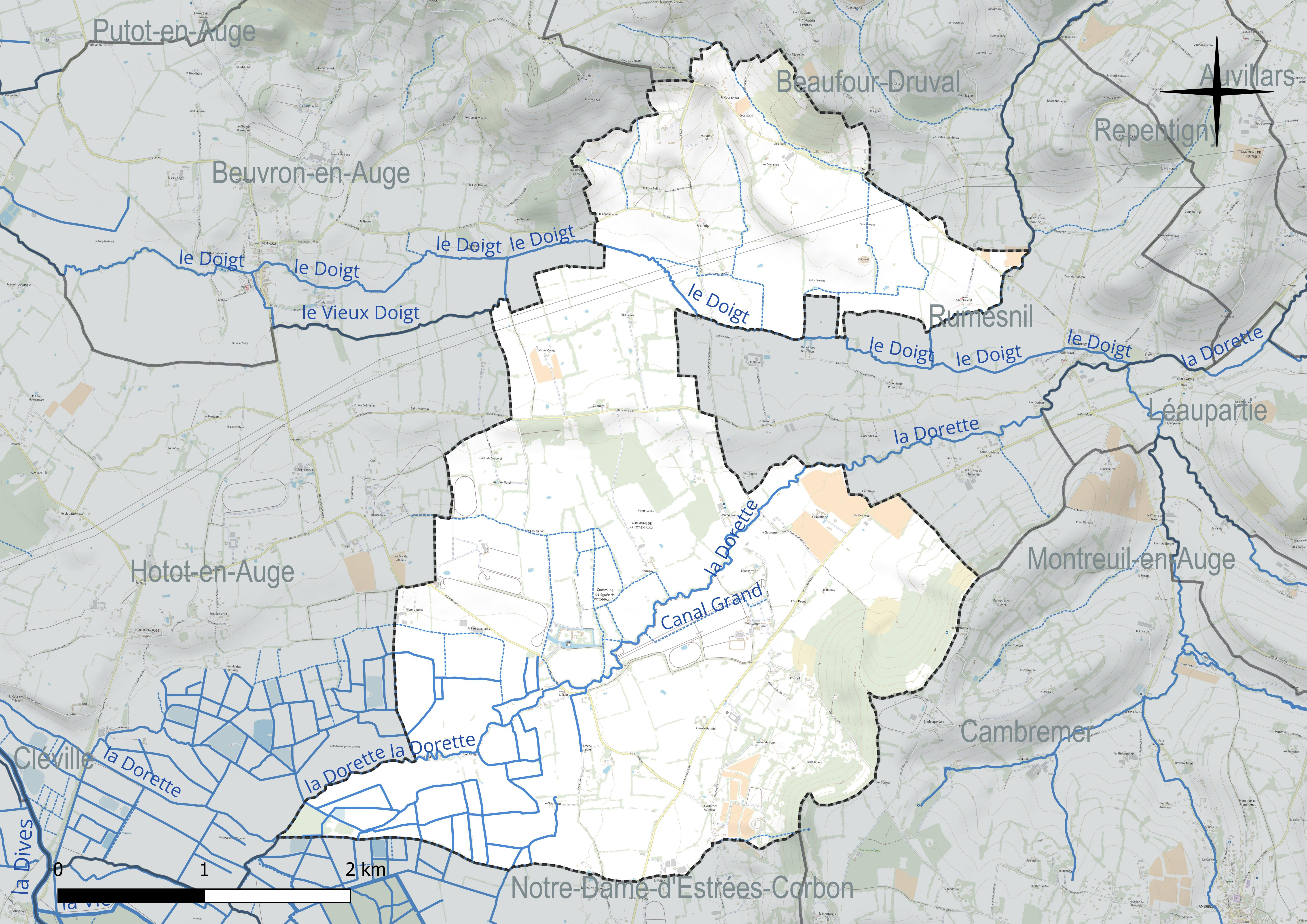
Réseau hydrographique d'Victot-en-Auge.

Le Doigt, d'une longueur de 14 km, prend sa source dans la commune de Léaupartie et se jette  dans le canal du Domaine à Hotot-en-Auge, après avoir traversé cinq communes. 

## Histoire
La commune est créée le 1er janvier 2025 à la suite d'un arrêté préfectoral du 30 septembre 2024 par la fusion des communes de Gerrots et de Victot-Pontfol. Le chef-lieu de la commune nouvelle est fixé à la mairie de l'ancienne commune de Victot-Pontfol.

## Politique et administration
Jusqu'aux prochaines élections municipales françaises de 2026, le conseil municipal de la commune nouvelle est constitué de l'ensemble des membres en exercice des conseils municipaux des deux communes fondatrices.

### Liste des maires
| Période | Période  | Identité           | Étiquette | Qualité |
| ------- | -------- | ------------------ | --------- | ------- |
| 2025    | En cours | Alexandre Bouillon |           |         |

### Communes déléguées
| Nom                    | Code Insee | Intercommunalité                 | Superficie (km2) | Population (dernière pop. légale) | Densité (hab./km2) |
| ---------------------- | ---------- | -------------------------------- | ---------------- | --------------------------------- | ------------------ |
| Victot-Pontfol (siège) | 14743      | CC Normandie-Cabourg-Pays d'Auge | 10,66            | 80 (2022)                         | 7,5                |
| Gerrots                | 14300      | CC Normandie-Cabourg-Pays d'Auge | 3,48             | 51 (2022)                         | 15                 |

## Population et société

### Démographie
L'évolution du nombre d'habitants est connue à travers les recensements de la population effectués dans la commune depuis sa création.

En 2022, la commune comptait 131 habitants.
| 2021 | 2022 |
| ---- | ---- |
| 133  | 131  |